# كلية الحقوق في ليدن
كلية ليدن للحقوق هي واحدة من الكليات السبع في جامعة ليدن. يتم التدريس والمنح الدراسية في المدرسة في جميع أنحاء الحرم الجامعي في ليدن ولاهاي في هولندا.
بدأ التدريس في القانون بتأسيس الجامعة في عام 1575. إلى جانب تخصصات اللاهوت والطب، كان يعتبر أعضاء هيئة التدريس «العليا» ذات أهمية كبيرة. كما أنشأت نفسها كأكثر أعضاء هيئة التدريس الدولية بسبب، في الأصل، إلى نسبة الأكاديميين القادمين من ألمانيا في منتصف القرن السابع عشر. لعبت كلية الحقوق دوراً هاماً في المجتمع الهولندي الأوسع منذ سنواتها الأولى، حيث يتم استشارتها بصفة رسمية بشأن جميع أنواع الموضوعات من الإرادة إلى القرصنة والخصوصية.
تعود جذور النموذج الحالي للمدرسة في الثمانينات من القرن الماضي عندما حدث إصلاح في تقسيم التخصصات القانونية. تم تقديم تضحيات في التخصصات «القانونية»، مثل الفقه وعلم اجتماع القانون، للتركيز على «القانون الإيجابي»، لا سيما القانون المدني والدولي الذي يعتبر مجالات قوة تقليدية لكلية الحقوق. أكملت الكلية انتقالها إلى Kamerlingh Onnes Building [الهولندية]
 المجدد في ليدن في عام 2004 حيث يقع حتى يومنا هذا.
سنويًا، تضم المدرسة حوالي 900 طالب درجة البكالوريوس و 1000 طالب ماجستير وماجستير متقدم. يعمل حوالي 425 موظفا في الأدوار الأكاديمية والإدارية مع حوالي 325 في دور التدريس. حوالي 18 ٪ من أعضاء هيئة التدريس هم من هولندا. غالبية النشاط المدرسي يحدث في ليدن، وتقع الأقلية في لاهاي بشكل رئيسي داخل مركز جروتيوس للدراسات القانونية الدولية.

## التاريخ

### كلية العصور الوسطى وأوائل العصر الحديث (1575-1799)
اعتمد منهج العصور الوسطى، سواء كان يدرس القانون أو الطب أو اللاهوت، حول الفكر الأرسطي. كانت عقيدة «الوسط الذهبي»، والتي تكون فيها الفضيلة هي الوسط بين رذائل متطرفين، أساسية للدراسات القانونية. وأبقراط كانت خيوط الفكر الأرسطي مؤثرة بشكل خاص في القانون، في المقام الأول له التركيز على الحس السليم وبالتوازي بين «التوازن الطبيعي» للالجسد المادي و aequitas ، يتجلى مفهوم الرومانية للعدالة في آلهة معصوب العينين عقد مجموعة من المقاييس. 
احتوى العام الأكاديمي ليدن الذي يعود إلى القرن السادس عشر على 160 إلى 170 يومًا للمحاضرات مع وقت آخر استغرقته العطلات والمعارض ومزادات الكتب. لم تكن هناك محاضرات يوم الأربعاء أو أيام السبت التي كانت تشغلها فصول خاصة، وخلافات وتظاهرات من قبل المحاضرين على أمل الحصول على وظيفة في الجامعة. عمومًا، تم تدريس القانون وفقًا للتقاليد التعليمية، وكان من المتوقع أن يتعلم الأساتذة من الذاكرة وليس الإملاء، ومن المتوقع أن يدرس الطلاب ملاحظات. تتجلى الطبيعة المحافظة للتدريس في كلية الحقوق المبكرة في الطبيعة التقليدية لمعاملة الكلية لمؤسسات جستنيان. وكذلك طلاب قانون العمل النظري يشاركون في الخلافات التي تنطوي على التطبيق العملي للقانون في حالات مثل العقود أو الوصايا. 
في أواخر القرن السادس عشر وأوائل القرن السابع عشر، استضافت الكلية أحد أكثر علماءها تأثيرًا، هوغو جروتيوس (أو هوغو دي غروت). في عام 1594، في سن الحادية عشرة، كان جروتيوس طالبًا في الكلية، وسرعان ما أثبت أنه معجزة في الفنون الحرة والعلوم والقانون. استمر جروتيوس في تأسيس ممارسته القانونية في لاهاي وفي عام 1607 تم تعيينه مدعياً عاماً لهولندا. أول أعماله العظيمة: ماري ليبروم (أو حرية البحار)، تم نشره في عام 1609 ووضع الأساس للبحر كأرض دولية. تم نشر الجزء الثاني من أوبرا Magna : De jure belli ac pacis (On the Law of War of Peace and Peace)، في عام 1625 ويعتبر أيضًا عملاً أساسياً للقانون الدولي. من اللافت للنظر تأكيده الصريح لحقيقة أن صلاحية قوانين الحرب لم تكن متوقفة على وجود الله، ورحيل عن باحث في القانون الطبيعي بعد دي فيتوريا وسوريز.
في 25 سنة من تأسيسها في 1575 حتي 1599، كان في كلية الحقوق في المتوسط 27 طالبا جديدا المسجلين سنويا. زاد الالتحاق بشكل مطرد، من 1625-1649 كان متوسط التسجيلات الأولية 116 والذي انخفض بشكل طفيف إلى 106 بحلول 1675-1699. شهد القرن الثامن عشر انخفاضًا في معدل الالتحاق الإجمالي من 93 من 1700-1724 إلى 47 من 1750-1774. بمقارنة القرنين الأولين من وجود أعضاء هيئة التدريس من حيث درجة الدكتوراه الممنوحة (والتي كانت النوع الوحيد من الدرجة الممنوحة في ذلك الوقت)، ارتفعت نسبة طلاب القانون الذين حصلوا على الشهادة من 8٪ إلى 84٪ وربما يتم شرحها من قبل الغرض من الدراسة في ليدن التحول نحو التحضير لمهنة محددة بدلاً من التنشئة الاجتماعية بهدف الحصول على مكان في النخبة الثقافية الهولندية أو الأوروبية الأوسع.  نحو نهاية القرن 18 كانت الجامعة التي بنيت سمعتها للنظر، وفقا ل دينيس ديدرو الصورة Encyclopédie باسم «الجامعة الرائدة في أوروبا» التي نشرت في 1765،  مع تدريس القانون على مستوى عال.  

### في القرن التاسع عشر
بالانتقال إلى أوائل القرن التاسع عشر، أدى ظهور المنهج العلمي إلى ظهور طريقة «هجينة» في الغالب في التدريس والبحث. تميز هذا الهجين بمزيج من أساليب العلم الجديدة والأفكار المسيحية القديمة المستمدة من الوئام والواقع كما وهبها الله. شهد النصف الأول من القرن الماضي علماء كبار في ليدن في الحقول المزدهرة للتاريخ الطبيعي والفيزياء والطب. كان هذا أقل في القانون، باستثناء جوان ميلشيور كيمبر الذي درس في تقليد القانون الطبيعي بالاعتماد على فقه اللغة. من حيث التسجيل، ظل القانون أكبر هيئة تدريس في ليدن. من 1775-1812، التحق 1.270 طالبًا في القانون، وأكبرهم طالب في الطب في عام 953. 
جعل قانون التعليم لعام 1815 إلزاميًا لجميع الطلاب الذين يعتزمون دراسة القانون للحصول على دورة «الأساس العام» في العلوم الإنسانية، كما أضاف القانون اختيار درجة البكالوريوس إلى الدكتوراه الحالية. بحلول عام 1876، تم إلغاء الدورة التأسيسية المنصوص عليها في قانون التعليم لطلاب القانون المحتملين. درجة البكالوريوس المطلوبة دورات في الفقه والقانون الروماني ومبادئ الاقتصاد السياسي. تتطلب الدكتوراه دورات في القانون المدني الهولندي والإجراءات المدنية والقانون التجاري والقانون الجنائي والإجراءات والقانون الدستوري الهولندي. من عام 1815 إلى 1845، حصل 7٪ من طلاب الحقوق على الدكتوراه بينما ارتفع هذا العدد من عام 1876 إلى 1905 إلى 75٪. كان هذا بسبب انخفاض المطالب الأكاديمية في القانون؛ بينما كان على طلاب الطب إنتاج أطروحة تمثل سنوات من البحث، كان على طلاب القانون فقط كتابة بضع صفحات من المقترحات أو مجموعة. أدى هذا التناقض إلى تعرض أطباء القانون للسخرية على أنهم «حمير» من قبل أولئك الذين تم اختبارهم بشكل أكثر صرامة في الجامعة. 
حلول منتصف القرن التاسع عشر، بدأ بعض العلماء في التشكيك في أهمية التشبيه والوضع الراهن، واختاروا بدلاً من ذلك تحسين التطور والتقدم. في كلية الحقوق، الأستاذ الليبرالي والمراجع المستقبلي لدستور هولندا، جسد يوهان رودولف ثوربك هذا التحول في المواقف. على خطى ثوربك الدستورية في ليدن، على وجه الخصوص، يوهانس ثيودور بايز، ويوئيل إيمانويل غودسميت، وسيمون فيزرينغ. في وقت لاحق من عام 1870، تم إصلاح المعارضة ضد الوضعية حول علاجات جديدة للمفاهيم الكلاسيكية، مثل العدالة، من خلال الأكاديميين بما في ذلك هندريك لوديويك دروكر، ويليم فان دير فلوغت وتوبياس أسير. وكان من بين أعضاء هيئة التدريس البارزين في هذه الفترة أنتوني مودرمان وهنري فان دير هوفن، كلية الحقوق في أواخر القرن التاسع عشر، عدد كبير من العلماء الكبار. خلال هذا الوقت، سيطرت كلية الحقوق على الجامعة من حيث أعداد الطلاب، ولم يكن العدد الطبي قد زاد بشكل كبير وتجاوز القانون إلا بعد قانون التعليم لعام 1876.

### القرن العشرين
بالانتقال إلى القرن العشرين، كان هناك تقسيم في الدراسة الأكاديمية للقانون بين أولئك الذين يتابعون إصدارًا علميًا وصفيًا وإيجابيًا للقانون وأولئك الذين يسعون إلى إصدار معياري وصفي. بعد الحرب العالمية الأولى، حافظت الكلية على قوتها في المنح الدراسية، مثل أسماء كورنيليس فان فولينهوفن في مجال قانون العادات في جزر الهند الشرقية الهولندية، هوجو كرابي بمساهمته في فكرة السيادة التعددية، إدوارد مايرز في التاريخ القانوني ويليم جان ماري فان إيسينغا في القانون الدولي. بعد 1925 زادت أعداد الطلاب بشكل كبير في الجامعة بأكملها (تضاعفت من 1925-1960) مع زيادة القانون بشكل مطرد إلى حوالي 1000 في عام 1960. 
في أعقاب الغزو الألماني واحتلاله في مايو 1940 ، استمرت كلية الحقوق في التدريس والبحث لعدة أشهر. بدأ هذا يتغير في 23 أكتوبر عندما صدر إعلان يطالب بفصل الموظفين «غير الآريين». تم منع اجتماع مجلس الشيوخ المزمع بشأن هذا الموضوع، الذي دعا إليه أستاذ القانون الدولي، بنجامين ماريوس تيلدرز، من قبل الألمان. ومع ذلك، التقت مجموعات أصغر من أعضاء هيئة التدريس في ليدن في وقت لاحق وقدمت اعتراضات فردية على السياسة. في 23 نوفمبر، تم فصل اثنين من أساتذة القانون «غير الآريين» من بينهم إدوارد مايرز، والد لاحقا لبرغرليك ويتبويك (القانون المدني الهولندي). في 26 نوفمبر، ألقى البروفيسور رودولف كليفرينجا، عميد كلية الحقوق وطالب الدراسات العليا السابق للأستاذ مايرز، خطابًا للمعارضة قرأ فيه «خطاب الطرد» من مجرز بكل جسامة صارخة. لم يلاحظ كلفرنكا الأسس الأيديولوجية لفصل الفصل بدلاً من ذلك للتحدث عن عظمة معلمه بقصد منع أي أعمال متهورة من قبل طلابه. في 27 نوفمبر، تم إغلاق الجامعة من قبل الألمان المحتلين. قُبض على البروفيسور تيلدرز وطُرد إلى معسكر اعتقال، فمات في بيرغن بيلسن في أبريل 1945. وأُرسل البروفيسور مايرز أيضًا إلى معسكر اعتقال لكنه نجا من الحرب. تم سجن البروفيسور كليفرينجا في شيفينينغن وانضم لاحقًا إلى المقاومة الهولندية، كما نجا من الحرب. تمت إعادة الفصل من العمل خلال الحرب وتم إعادة تشكيل هيئة التدريس، كجزء من الجامعة، لتكون أكثر تعاطفا مع الألمان. والجدير بالذكر أن البروفيسور رويلوف كرانينبرج قد تم القبض عليه في مارس 1942 لأن كتابه عن القانون الإداري تجاهل ضرورات الحكومة المحتلة. 
في فترة ما بعد الحرب، تعافت الكلية من احتلالها في زمن الحرب مع عودة أسماء مثل ميجيرز وكليفيرنقا. قام كل من يوليوس كريستيان فان أوفن وفريدريك ماري فان أسبيك ويان فولكيرت ريجبردا فيردسما ويان دريون وروبرت فيسترا بتوحيد سمعة الكلية، حيث احتل كل منهم مكانة عالية في مجالاتهم.  بالانتقال إلى المناهج الدراسية القانونية، أدت صورة طلاب القانون على أنهم «حمير» نتيجة لمتطلباتهم الأكاديمية الخفيفة إلى تغيير في قانون التعليم لعام 1960 الذي تم فيه تحديد التخصصات المختلفة في القانون. يمكن الحصول على «درجة الماجستير» الجديدة في القانون الهولندي أو قانون التوثيق أو القانون الدستوري. كلفت الجامعة بناء أو تحويل العديد من المباني مع ليدن نفسها ومؤخرا في لاهاي. تم تحويل مبنى قرافنتيين إلى منطقة دراسة قانونية في عام 1955، ووجد مركز جروتيوس للدراسات القانونية الدولية منزلاً في المختبرات السابقة في منطقة فريويكي في ليدن. 

### القرن الواحد والعشرين

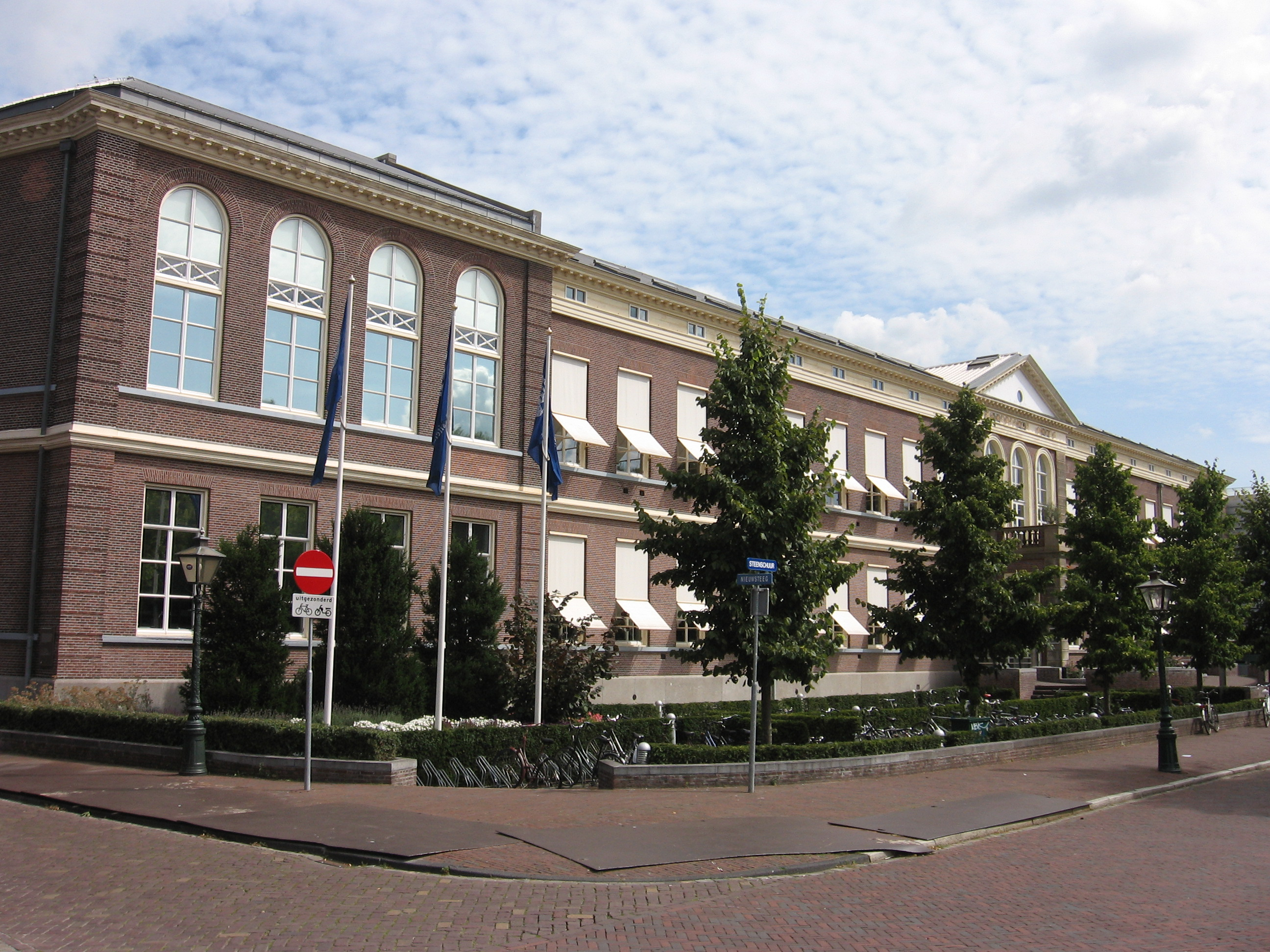
مبنى كاميرلين اونيز ، مقر كلية الحقوق منذ عام 2004

في عام 1927، تصور فان فولينهوفن فكرة توسيع الحرم الجامعي حول قناة رابنبورغ، وشمل ذلك شراء وتحويل المباني القديمة. نتيجة لهذه السياسة، تم إعادة تصميم مختبر كاميرلينغ أونز القديم، الذي سمي على اسم الفيزيائي هايك كاميرلينغ أونز، في منزل جديد لكلية الحقوق؛ تم الانتهاء من هذه الخطوة في عام 2004.  إعادة تنظيم هيئة التدريس، التي بدأت في 1980القرن، إعادة تنظيم تركيز الكلية إلى مجالات رئيسية مثل القانون المدني، الشركات، التوثيق، القانون الجنائي، الأوروبي والدولي؛ تبقى هذه المناطق مجالات ليدن التقليدية ذات القوة العلمية. تأسس معهد كليفرنجا في عام 2001 للحفاظ على نزاهة التدريس والصرامة الفكرية في الدورات. تم نقل بحث أعضاء هيئة التدريس إلى معهد EM ميجرز في عام 1997 وشدد على منحة دراسية متعددة التخصصات على عكس تصنيف البحث حسب القسم. استجابة لتدويل متزايد في قطاع البحوث الجامعية، أسست كلية الحقوق بالاشتراك مع التحالف الاستراتيجي لكليات الحقوق في عام 2003 مع كليات في بولونيا، لوفين، أكسفورد وهايدلبرغ . 

## بناء
تضم الكلية خمسة معاهد؛ ينقسم كل معهد إلى أقسام: 
| - Institute of Private Law - Department of Civil Law - Department of Civil Procedure Law - Department of Private International Law - Department of Child Law - Department of Notarial Law - Department of Company Law - Department of Financial Law - Department of Intellectual Property Law - Institute of Anglo-American Law - Institute of Public Law - Europa Institute - Institute of Immigration Law - Grotius Centre for International Legal Studies - International Institute of Air and Space Law - Department of Labour Law and Social Security - Department of Constitutional and Administrative Law | - Institute of Criminal Law and Criminology - Department of Criminal Law and Procedure - Department of Criminology - Institute for the Interdisciplinary Study of the Law - Center for Law and Digital Technologies - Department of Jurisprudence - Department of Legal History - Moot Court and Advocacy - Department of the Philosophy of Law - Van Vollenhoven Institute for Law, Governance and Society - Institute of Tax Law and Economics - Department of Economics - Department of Tax Law - Department of Business Studies |

## الملف الأكاديمي
تم تصنيف كلية الحقوق ضمن أفضل 75 كلية حقوق في العالم من خلال التصنيف العالمي الرئيسي الثالث حسب الموضوع (التصنيف الأكاديمي للجامعات العالمية وتايمز للتعليم العالي وكواكواريلي سيموندز). على الصعيد الوطني، تحتل الكلية المرتبة الأولى في هولندا في التايمز و كي اس ، وتليها في المرتبة الثانية كلية الحقوق بجامعة أمستردام. في أي ار دبليو يو تصنف الكلية في المرتبة الثانية على المستوى الوطني إلى جانب جامعة أوتريخت، كلية الحقوق وجامعة فريجي بأمستردام ، كلية الحقوق.

## مشاهير

### الأوساط الأكاديمية والأدب
- توبياس ميخائيل كايل آسر
- Jimly Asshiddiqie
- Rudolph Pabus Cleveringa  [لغات أخرى]‏
- Hendrik Constantijn Cras
- بيتروس كونيوس  [لغات أخرى]‏
- Anna Dolidze
- هنري فيلدنغ
- هوغو غروتيوس
- يوهانيس هيفليوس
- كريستيان هوغنس
- جوان ملشيور كمبر
- Roelof Kranenburg
- Eduard Maurits Meijers  [لغات أخرى]‏
- Henry G. Schermers
- Boudewijn Sirks
- Carel Stolker
- Isaac Titsingh
- Paul F. van der Heijden
- Cornelis van Vollenhoven
- Philippus Reinhardus Vitriarius  [لغات أخرى]‏
- فيليم فيتيفين

### Business
- Volkert Doeksen
- Victor Muller
- Gerard Schouw
- Morris Tabaksblat

### Diplomacy and politics
- Piet Aalberse
- نباهت البيرق
- فريتس بولكيستين
- Ben Bot
- لورنس جان برينخورست
- ديتمير بوشاتي
- جون ستيوارت
- Janus Henricus Donker Curtius
- Charles Ruijs de Beerenbrouck
- ياب دي هوب شيفر
- يوهان دي ويت
- يوهانس هود
- قسطنطين هيغنز
- إيفو أوبستلتن  [لغات أخرى]‏
- Phoa Liong Gie
- Ali Sastroamidjojo
- Rutger Jan Schimmelpenninck
- Jan Six
- أحمد سوبارجو
- Soenario
- سوتان صاهرير
- مارتينوس ثيونيس ستاين  [لغات أخرى]‏
- Pieter Steyn
- Johan Rudolph Thorbecke
- Jan Kappeyne van de Coppello
- Adriaen van der Donck
- Lousewies van der Laan
- Max van der Stoel
- Gerrit Jan van Heuven Goedhart
- Gijsbert Karel van Hogendorp

### Judiciary and law
- Alexander Boswell, Lord Auchinleck
- Ernst de Jonge
- John Lauder, Lord Fountainhall
- بيتر كويجمانس

### Royalty
- بياتريكس ملكة هولندا
- الأمير قنسطانطاين من هولندا
- Prince Floris of Orange-Nassau, van Vollenhoven
- يوليانا ملكة هولندا
- Pieter van Vollenhoven

## الحواشي
1. ↑  'L'académie de Leyde est la première de l'Europe. Il semble que tous les hommes célebres dans la république de lettres, s'y font rendus pour la faire fleurir, depuis son établissement jusqu'à nos jours.'

## قائمة المراجع
- Otterspeer، Willem (2008). The Bastion of Liberty: Leiden University Today and Yesterday. Amsterdam University Press – Leiden University Press Academic Series. Leiden: Leiden University Press. ص. 312. ISBN:978-90-8728-030-7. مؤرشف من الأصل في 2020-01-26.
- Diderot, Denis; Alembert, J.L.R.; Mouchon, P. (1765). Encyclopédie; ou Dictionnaire raisonné des sciences: des arts et des métiers. Encyclopédie; ou Dictionnaire raisonné des sciences: des arts et des métiers (بالفرنسية). Briasson. Archived from the original on 2020-01-26.

## روابط خارجية
- الموقع الرسمي